# 西旺墓群
西旺墓群是位于山西省长子县南漳镇西旺村东北的殷商墓葬群，墓地面积近10万平方米，东西宽400米，南北长250米。1965年5月24日入选山西省（调整）第一批文物保护单位名单。因为附近砖厂的取土，墓群受损严重。